# 9-я дивизия ПРО
9-я дивизия противоракетной обороны — соединение противоракетной обороны Воздушно-космических сил России в Западном военном округе. Входит в состав 1-й армии ПВО-ПРО ВКС России.
Условное наименование — Войсковая часть № 75555 (в/ч 75555). Сокращённое наименование — 9 дпро.
Пункт постоянной дислокации — пгт. Софрино-1 Пушкинского района Московской области.

## О соединении
Дивизия управляет противоракетной обороной г. Москва, представляющей из себя высокотехнологичную автоматизированную систему. Включает в себя как информационные, так и огневые средства поражения. Соединение управляет противоракетным комплексом А-135, включающий в себя радиолокационную станцию Дон-2Н и высокоскоростные ракеты перехвата шахтного базирования, наведение которых обеспечивает РЛС. Дивизия несёт круглосуточное дежурство.
Подготовка личного состава ведётся в Военно-космической академии имени А. Ф. Можайского (г. Санкт-Петербург) и в Военной академии воздушно-космической обороны имени Маршала Советского Союза Г. К. Жукова (г. Тверь).

## История

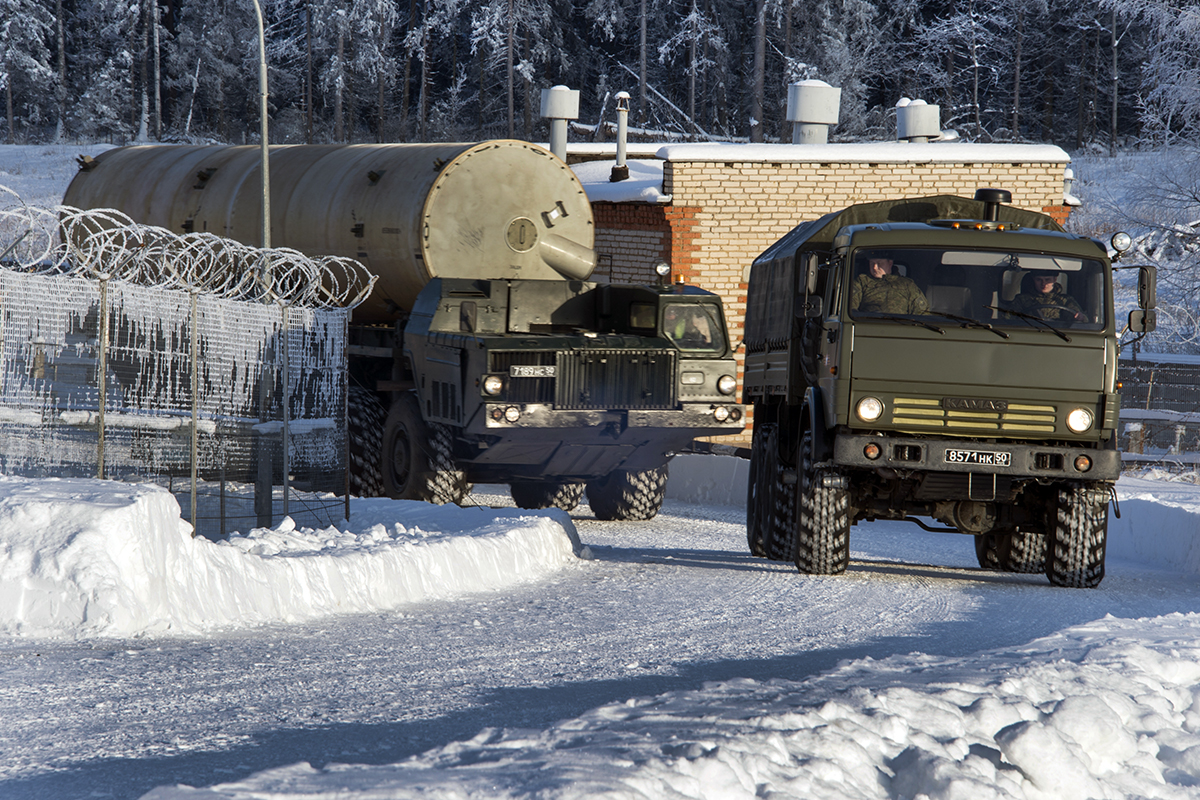
Ракеты везут на транспортно-установочном агрегате 5Т92 (на шасси МАЗ-543М) для загрузки в шахту комплекса противоракетной обороны А-135 «Амур» во время учений.

История соединения начинается с Управления РТЦ-81 (в/ч 16451), созданное 22 января 1962 года, в г. Москва. В 1963 передислокация в г. Павшино. В 1965 году переформировано в Управление начальника войск ПРО московского округа ПВО, в/ч 75555. Затем в этом же году воинская часть переехала в Солнечногорск.
В 1972 году Управление начальника войск ПРО московского округа ПВО переформировано во Второе управление начальника войск ПРО московского округа ПВО. Затем в 1976 году управление переподчинили главкому Войск ПВО и переименовали во Второе управление начальника войск ПРО. В 1978 году Второе управление начальника войск ПРО передислоцировано в д. Акулово Московской области и переименовано в управление 9-го отдельного корпуса ПРО. В 1995 году управление передислоцировано в Софрино-1 Пушкинского района Московской области.
1 октября 1998 года 9-й отдельный корпус ПРО переформирован в 9-ю дивизию ПРО.
В 2015 году дивизия вошла в состав Войск ПВО-ПРО.

## Задачи
- отражение агрессии в воздушно-космической сфере и защита от ударов средств воздушно-космического нападения противника пунктов управления высших звеньев государственного и военного управления, группировок войск (сил), административно-политических центров, промышленно-экономических районов, важнейших объектов экономики и инфраструктуры страны;
- поражение головных частей баллистических ракет вероятного противника, атакующих важные государственные объекты.[5]

## Состав
Состав на 2016 год.
| Подразделение                         | Воинская часть | Дислокация   | Вооружение                                        |
| ------------------------------------- | -------------- | ------------ | ------------------------------------------------- |
| 900-й командный пункт системы ПРО     | 20007          | пгт Софрино  |                                                   |
| 482-й отдельный радиотехнический узел | 03523          | пгт Софрино  | РЛС 5Н20 «Дон-2Н»                                 |
| 572-й отдельный радиотехнический узел | 03863          | п. Чехов-7   | РЛС «Дунай-3У»                                    |
| 164-й пункт обработки информации      | 52361          | д. Акулово   | командно-вычислительный пункт 5К80 с ВС «Эльбрус» |
| 102-й отдельный противоракетный центр | 48701          | п. Жуклино   | 12 ПУ А-135                                       |
| 50-й противоракетный комплекс         | 51085          | п. Оболдино  | 12 ПУ А-135                                       |
| 15-й противоракетный комплекс         | 51087          | п. Внуково   | 12 ПУ А-135                                       |
| 49-й противоракетный комплекс         | 51084          | пгт Софрино  | 12 ПУ А-135                                       |
| 16-й противоракетный комплекс         | 51086          | п. Развилка  | 12 ПУ А-135                                       |
| 89-й противоракетный комплекс         | 51089          | д. Коростово | 16 ПУ А-135                                       |
| 34-й полк связи                       | 12517          | г. Клин      |                                                   |
| 1876-я техническая база               | 02014          | д. Порядино  |                                                   |

## Командиры

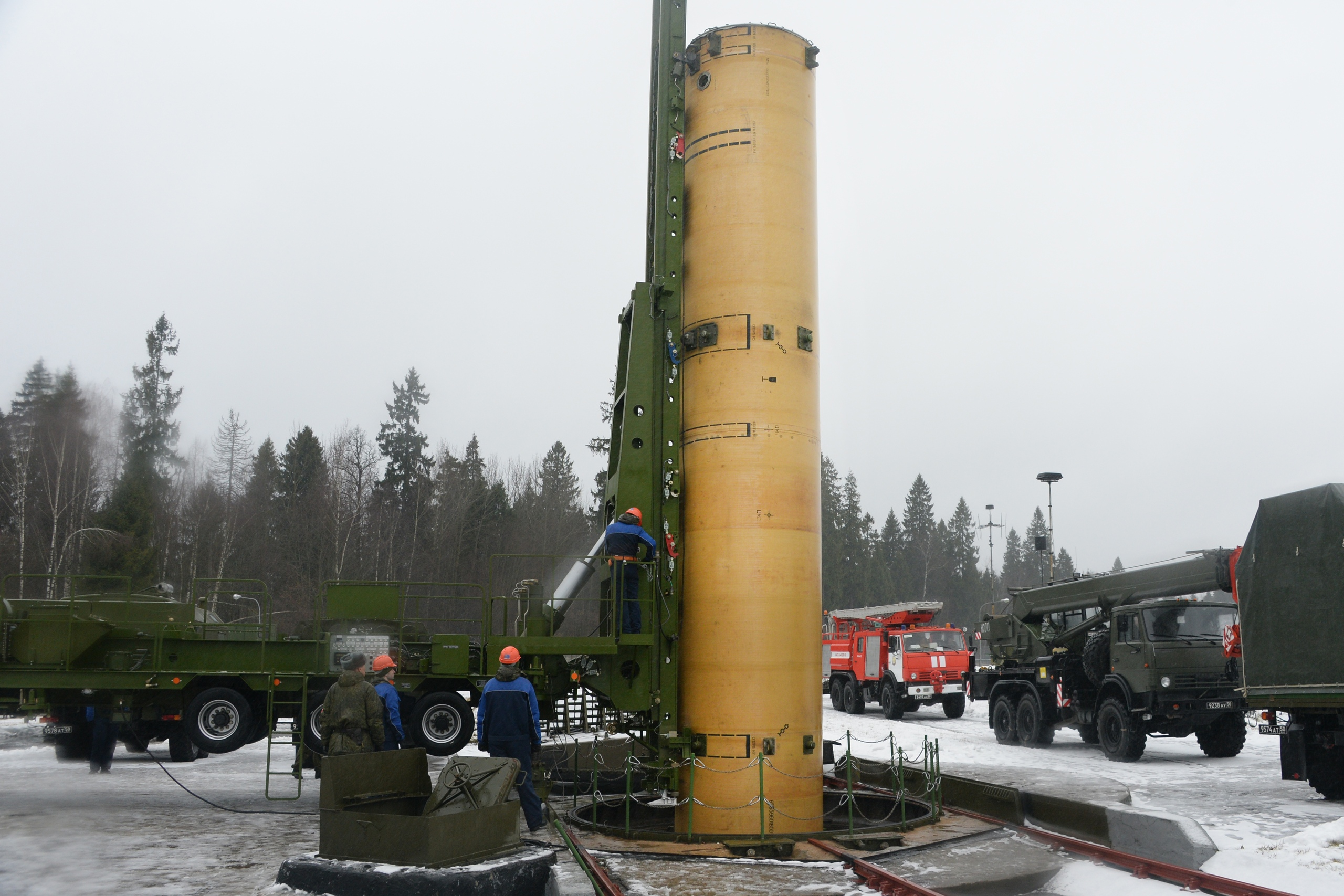
Загрузка противоракеты в шахту. 21 января 2020 года.

- генерал-майор Грабчук, Сергей Петрович, с 2017 г.
- генерал-майор Чебурин, Андрей Викторович (-03.2017-)
- генерал-майор Ляпоров В. Н. (2009—2013),
- полковник Кузьменко Н. А. (2007—2009 гг.),
- генерал-майор Туровец Ю. А. (2001—2007 гг.),
- генерал-майор Грицан А. Ф. (1998—2001 гг.),
- генерал-лейтенант Мартынов С. С. (1994—1998 гг.);
- генерал-лейтенант Карташов Н. П. (1990—1994 гг.),
- генерал-лейтенант Савин В. А. (1980—1990 гг.),
- генерал-майор Родионов Н. И. (1976—1980 гг.),
- гвардии генерал-лейтенант артиллерии Барышполец И. Е. (1962—1976 гг.).